# ServiceNow

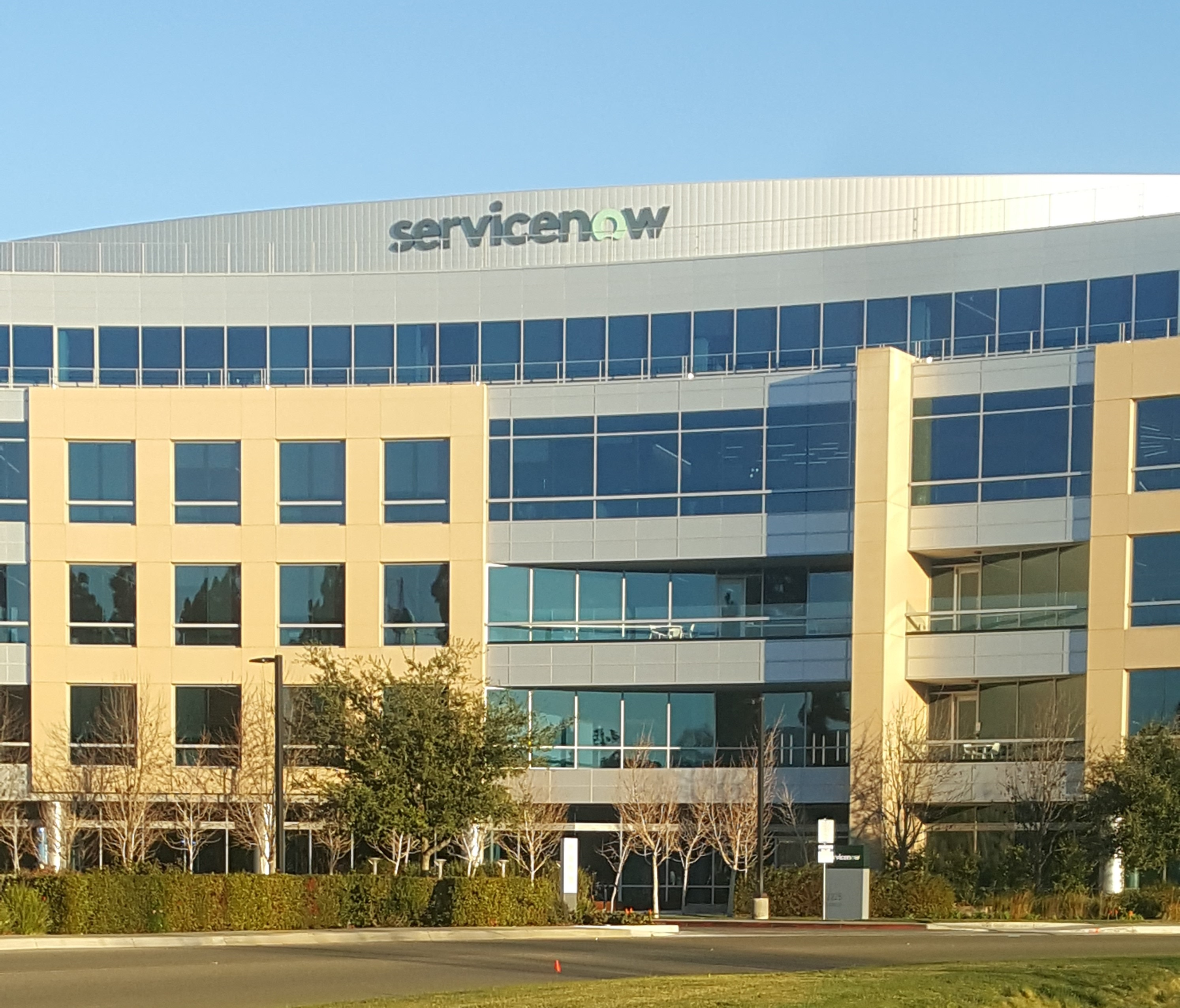
Sede da ServiceNow em Santa Clara, Califórnia

ServiceNow, Inc. é uma companhia norte-americana de computação em nuvem, sediada em Santa Clara, Califórnia. Ela foi criada em 2004 por Fred Luddy. ServiceNow está na Bolsa da Nova Iorque e faz parte da Índice Russel 1000 e Índice S&P 500 Index.
Atualmente está entre as melhores empresas para se trabalhar em solo americano, de acordo com o ranking Glassdoor. 

## História
ServiceNow foi fundada como Glidesoft, Inc. em 2003 por Fred Luddy (antigamente como CTO de companhias de software Peregrine Systems e Remedy Corporation), mais tarde incorporado em Califórnia em 2004. Luddy antes tinha trabalhado como diretor de tecnologia para Peregrine Systems, empresa, sediada em San Diego, Califórnia, até 2002. Criando a companhia, Luddy tinha intenção de providenciar os mesmos serviços, que antes eram serviço da falida Peregrine Systems.

## Modelo de negócio
ServiceNow é uma companhia que fornece software, providenciando o suporte de gestão técnica, como gestão de serviços TI, para as operações de IT para as grandes companhias, inclusive o desenvolvimento de serviço de help desk. O negócio da empresa corre em torno dos eventos operacionais de TI de  "acidente, problema e mudança". O seu modelo de cobrança foi baseado no custo mensal por usuário ou vaga, cujo custo era inferior aos US$ 100.